# Толливер, Энтони
Энтони Толливер (англ. Anthony Tolliver; родился 1 июня 1985 года в Спрингфилде, штат Миссури) — американский бывший профессиональный баскетболист, игравший на позиции тяжёлого форварда.

## Школа и колледж
Толливер поступил в Крейгтон осенью 2002 года. Он стал одним из четырёх игроков из своей школы, которые смогли принять участие в первом дивизионе. Его класс выиграл чемпионат штата Миссури и по версии USA Today был 12-м по силе в США.
В дебютном сезоне за Крейгтон Толливер в основном был в запасе, а ведущие роли играли игроки старших курсов, такие как Майк Граймс, Броди Дерен и Джо Дабберт, однако принял участие в 27 играх. Во втором сезоне отыграл в 30 матчах из 34, в том числе набрал 8 очков и 7 подборов в победном матче над университетом Миссури (75-57) — чемпионской игре турнира MVC 2005 года.
В третьем сезоне за Крейгтон Толливер попал во вторую команду MVC. Кроме всего прочего, на его счету победный бросок на последней секунде матча против университета Уичита 28 января 2006 года.
В выпускной год Толливер попал в первую команду MVC, а также помог Крейгтону вернуться в турнир NCAA с соотношением побед и поражений 22-11. Игрок выходил в стартовом составе во всех 33 матчах и преодолел рубеж в 1,000 очков в матче против университета штата Невада в первом раунде турнира NCAA.

## Профессиональная карьера
После выпуска из Крейгтона в 2007 году Толливер провел предсезонную подготовку в составе «Кливленд Кавальерс». Он даже попал в заявку команды в сезоне, однако не отыграл ни одного матча. Большую часть сезона провёл в команде «Айова Энерджи», представляющей Лигу развития НБА. В среднем набирал 11,5 очков и совершал 6,4 подбора за матч. Затем игрок вместе с товарищем по команде Нэйтом Фанком решил переехать в Европу, где присоединился к клубу «Эйсбарен» (Бремерхафен) из чемпионата Германии. В новой команде Толливер набирал 14,3 очка и совершал 7,3 подбора в среднем за матч. В июле 2008 года его подписала команда НБА «Сан-Антонио Спёрс».
В начале сезона 2008-09 Толливер то отправляли в команду Лиги развития «Остин Торос», то вновь возвращали в состав «шпор». За «Сан-Антонио» игрок выходил в 11 встречах (в среднем набирая 3,5 очка и совершая 2,3 подбора за 12,1 минуту на площадке), затем был отдан в «Остин», за который выходил в шести встречах, набирая 17,8 очков и 7,8 подборов. Затем он вновь сыграл в восьми матчах «Спёрс», из которой был отчислен 7 января 2009 года. Игрок вновь вернулся в «Айову», где принял участие в трех матчах, а затем подписал контракт с «Нью-Орлеан Хорнетс» на срок 10 дней в качестве свободного агента. После того, как его контракт истёк, Толливер вновь вернулся в «Айову». В среднем за матч в команде игрок набирал 12,6 очков и совершал 8,1 подбор. Затем состоялся переход Толливера в «Галатасарай».
В декабре 2009 года Толливер вернулся в США, где выступал за «Айдахо Стэмпид». Здесь игрока заметили скауты «Портленд Трэйл Блэйзерс» и подписали с ним краткосрочный контракт. «Блэйзерс» имели право временно подписать 16-го игрока, на одного больше, чем обычный максимум НБА, после того, как лига дала команде это право из-за большого количества травм и повреждений. За «Портленд» Толливер сыграл два матча, а 29 декабря 2009 года контракт был расторгнут. 17 января 2010 года игрок подписал 10-дневный контракт с «Голден Стэйт Уорриорз», которая также страдала от травм. 7 февраля 2010 года он был подписан до конца регулярного сезона.
7 апреля 2010 года Толливер набрал лучший показатель в карьере — 34 очка, забив 14 из 22 бросков с игры и 5 из 7 со штрафной линии. Также он забил один трёхочковый и совершил 8 подборов. В сезоне 2009/10 за «Голден Стэйт Уорриорз» игрок в среднем набирал 12,3 очка и совершал 7,3 подбора за матч.
По окончании сезона Толливер подписал двухлетний контракт с «Миннесотой» на сумму $4,5 млн.
В сентябре 2012 года Толливер подписал контракт с командой «Атланта Хокс».
20 августа 2013 года Энтони подписал контракт с командой «Шарлотт Бобкэтс».
21 июля 2014 года подписал контракт с клубом «Финикс Санз». 24 декабря 2014 года «Финикс» его отправил в «Детройт Пистонс» в обмен на форварда Тони Митчелла.
3 июля 2019 года Толливер вернулся в «Портленд Трэйл Блэйзерс», заключив контракт на один сезон с зарплатой 2,6 млн долларов.

## Статистика

### Статистика в НБА
| Сезон                                                                                    | Команда      | Регулярный сезон | Регулярный сезон | Регулярный сезон | Регулярный сезон | Регулярный сезон | Регулярный сезон | Регулярный сезон | Регулярный сезон | Регулярный сезон | Регулярный сезон | Регулярный сезон | Серия плей-офф | Серия плей-офф | Серия плей-офф | Серия плей-офф | Серия плей-офф | Серия плей-офф | Серия плей-офф | Серия плей-офф | Серия плей-офф | Серия плей-офф | Серия плей-офф |
| Сезон                                                                                    | Команда      | GP               | GS               | MPG              | FG%              | 3P%              | FT%              | RPG              | APG              | SPG              | BPG              | PPG              | GP             | GS             | MPG            | FG%            | 3P%            | FT%            | RPG            | APG            | SPG            | BPG            | PPG            |
| ---------------------------------------------------------------------------------------- | ------------ | ---------------- | ---------------- | ---------------- | ---------------- | ---------------- | ---------------- | ---------------- | ---------------- | ---------------- | ---------------- | ---------------- | -------------- | -------------- | -------------- | -------------- | -------------- | -------------- | -------------- | -------------- | -------------- | -------------- | -------------- |
| 2008/09                                                                                  | Сан-Антонио  | 19               | 0                | 11,0             | 29,2             | 22,0             | 50,0             | 2,2              | 0,9              | 0,3              | 0,1              | 2,7              | Не участвовал  | Не участвовал  | Не участвовал  | Не участвовал  | Не участвовал  | Не участвовал  | Не участвовал  | Не участвовал  | Не участвовал  | Не участвовал  | Не участвовал  |
| 2009/10                                                                                  | Портленд     | 2                | 0                | 2,1              | 0,0              | 0,0              | -                | 0,5              | 0,0              | 0,0              | 0,0              | 0,0              | Не участвовал  | Не участвовал  | Не участвовал  | Не участвовал  | Не участвовал  | Не участвовал  | Не участвовал  | Не участвовал  | Не участвовал  | Не участвовал  | Не участвовал  |
| 2009/10                                                                                  | Голден Стэйт | 44               | 29               | 32,4             | 43,1             | 33,1             | 76,9             | 7,3              | 2,0              | 0,7              | 0,8              | 12,3             | Не участвовал  | Не участвовал  | Не участвовал  | Не участвовал  | Не участвовал  | Не участвовал  | Не участвовал  | Не участвовал  | Не участвовал  | Не участвовал  | Не участвовал  |
| 2010/11                                                                                  | Миннесота    | 65               | 4                | 21,0             | 45,0             | 40,9             | 80,2             | 4,5              | 1,3              | 0,4              | 0,4              | 6,7              | Не участвовал  | Не участвовал  | Не участвовал  | Не участвовал  | Не участвовал  | Не участвовал  | Не участвовал  | Не участвовал  | Не участвовал  | Не участвовал  | Не участвовал  |
| 2011/12                                                                                  | Миннесота    | 51               | 0                | 17,3             | 39,0             | 24,8             | 74,5             | 3,0              | 0,4              | 0,4              | 0,4              | 4,1              | Не участвовал  | Не участвовал  | Не участвовал  | Не участвовал  | Не участвовал  | Не участвовал  | Не участвовал  | Не участвовал  | Не участвовал  | Не участвовал  | Не участвовал  |
| 2012/13                                                                                  | Атланта      | 62               | 11               | 15,5             | 38,0             | 33,8             | 86,3             | 2,5              | 0,5              | 0,2              | 0,2              | 4,1              | 6              | 0              | 11,4           | 57,1           | 63,6           | 33,3           | 1,5            | 0,2            | 0,2            | 0,2            | 4,0            |
| 2013/14                                                                                  | Шарлотт      | 64               | 9                | 20,3             | 42,0             | 41,3             | 80,5             | 2,6              | 0,7              | 0,3              | 0,2              | 6,1              | 4              | 0              | 5,2            | 50,0           | 50,0           | 100,0          | 1,0            | 0,3            | 0,0            | 0,0            | 1,5            |
| 2014/15                                                                                  | Финикс       | 24               | 0                | 11,4             | 35,1             | 38,7             | 66,7             | 1,8              | 0,4              | 0,2              | 0,0              | 3,3              | Не участвовал  | Не участвовал  | Не участвовал  | Не участвовал  | Не участвовал  | Не участвовал  | Не участвовал  | Не участвовал  | Не участвовал  | Не участвовал  | Не участвовал  |
| 2014/15                                                                                  | Детройт      | 52               | 11               | 22,3             | 42,3             | 36,0             | 79,4             | 3,7              | 0,9              | 0,4              | 0,3              | 7,7              | Не участвовал  | Не участвовал  | Не участвовал  | Не участвовал  | Не участвовал  | Не участвовал  | Не участвовал  | Не участвовал  | Не участвовал  | Не участвовал  | Не участвовал  |
| 2015/16                                                                                  | Детройт      | 72               | 5                | 18,6             | 38,6             | 36,0             | 61,7             | 3,2              | 0,7              | 0,4              | 0,2              | 5,3              | 3              | 0              | 8,7            | 50,0           | 0,0            | -              | 1,3            | 0,3            | 0,0            | 0,3            | 1,3            |
| 2016/17                                                                                  | Сакраменто   | 65               | 9                | 22,7             | 44,2             | 39,1             | 74,4             | 3,6              | 1,2              | 0,5              | 0,3              | 7,1              | Не участвовал  | Не участвовал  | Не участвовал  | Не участвовал  | Не участвовал  | Не участвовал  | Не участвовал  | Не участвовал  | Не участвовал  | Не участвовал  | Не участвовал  |
| 2017/18                                                                                  | Детройт      | 79               | 14               | 22,2             | 46,4             | 43,6             | 79,7             | 3,1              | 1,1              | 0,4              | 0,3              | 8,9              | Не участвовал  | Не участвовал  | Не участвовал  | Не участвовал  | Не участвовал  | Не участвовал  | Не участвовал  | Не участвовал  | Не участвовал  | Не участвовал  | Не участвовал  |
| 2018/19                                                                                  | Миннесота    | 65               | 0                | 16,6             | 38,2             | 37,7             | 78,3             | 2,7              | 0,7              | 0,3              | 0,3              | 5,0              | Не участвовал  | Не участвовал  | Не участвовал  | Не участвовал  | Не участвовал  | Не участвовал  | Не участвовал  | Не участвовал  | Не участвовал  | Не участвовал  | Не участвовал  |
| 2019/20                                                                                  | Портленд     | 33               | 9                | 16,8             | 36,8             | 33,7             | 68,4             | 3,3              | 0,9              | 0,2              | 0,3              | 3,9              | Не участвовал  | Не участвовал  | Не участвовал  | Не участвовал  | Не участвовал  | Не участвовал  | Не участвовал  | Не участвовал  | Не участвовал  | Не участвовал  | Не участвовал  |
| 2019/20                                                                                  | Сакраменто   | 9                | 0                | 9,1              | 17,6             | 13,3             | 50,0             | 1,2              | 0,3              | 0,4              | 0,1              | 1,0              | Не участвовал  | Не участвовал  | Не участвовал  | Не участвовал  | Не участвовал  | Не участвовал  | Не участвовал  | Не участвовал  | Не участвовал  | Не участвовал  | Не участвовал  |
| 2019/20                                                                                  | Мемфис       | 13               | 4                | 18,2             | 39,6             | 41,5             | 87,5             | 2,5              | 0,8              | 0,5              | 0,1              | 4,8              | Не участвовал  | Не участвовал  | Не участвовал  | Не участвовал  | Не участвовал  | Не участвовал  | Не участвовал  | Не участвовал  | Не участвовал  | Не участвовал  | Не участвовал  |
| 2020/21                                                                                  | Филадельфия  | 11               | 0                | 9,0              | 23,5             | 28,6             | 83,3             | 0,9              | 0,2              | 0,3              | 0,2              | 1,5              | 1              | 0              | 1,7            | -              | -              | -              | 0,0            | 0,0            | 0,0            | 0,0            | 0,0            |
|                                                                                          | Всего        | 730              | 105              | 19,4             | 41,4             | 37,3             | 77,1             | 3,3              | 0,9              | 0,4              | 0,3              | 6,1              | 14             | 0              | 8,4            | 55,0           | 53,3           | 66,7           | 1,2            | 0,2            | 0,1            | 0,1            | 2,4            |
| Наведите курсор мыши на аббревиатуры в заголовке таблицы, чтобы прочесть их расшифровку. |              |                  |                  |                  |                  |                  |                  |                  |                  |                  |                  |                  |                |                |                |                |                |                |                |                |                |                |                |

### Статистика в Джи-Лиге
| Сезон                                                                                    | Команда        | Регулярный сезон | Регулярный сезон | Регулярный сезон | Регулярный сезон | Регулярный сезон | Регулярный сезон | Регулярный сезон | Регулярный сезон | Регулярный сезон | Регулярный сезон | Регулярный сезон | Серия плей-офф | Серия плей-офф | Серия плей-офф | Серия плей-офф | Серия плей-офф | Серия плей-офф | Серия плей-офф | Серия плей-офф | Серия плей-офф | Серия плей-офф | Серия плей-офф |
| Сезон                                                                                    | Команда        | GP               | GS               | MPG              | FG%              | 3P%              | FT%              | RPG              | APG              | SPG              | BPG              | PPG              | GP             | GS             | MPG            | FG%            | 3P%            | FT%            | RPG            | APG            | SPG            | BPG            | PPG            |
| ---------------------------------------------------------------------------------------- | -------------- | ---------------- | ---------------- | ---------------- | ---------------- | ---------------- | ---------------- | ---------------- | ---------------- | ---------------- | ---------------- | ---------------- | -------------- | -------------- | -------------- | -------------- | -------------- | -------------- | -------------- | -------------- | -------------- | -------------- | -------------- |
| 2007/08                                                                                  | Айова Энерджи  | 24               | 13               | 27,7             | 50,5             | 36,0             | 65,2             | 6,3              | 0,9              | 0,9              | 1,1              | 11,4             | Не участвовал  | Не участвовал  | Не участвовал  | Не участвовал  | Не участвовал  | Не участвовал  | Не участвовал  | Не участвовал  | Не участвовал  | Не участвовал  | Не участвовал  |
| 2008/09                                                                                  | Остин Спёрс    | 6                | 6                | 38,4             | 50,0             | 48,8             | 77,8             | 7,8              | 2,8              | 1,2              | 0,3              | 17,8             | Не участвовал  | Не участвовал  | Не участвовал  | Не участвовал  | Не участвовал  | Не участвовал  | Не участвовал  | Не участвовал  | Не участвовал  | Не участвовал  | Не участвовал  |
| 2008/09                                                                                  | Айова Энерджи  | 11               | 8                | 35,2             | 46,2             | 32,7             | 80,6             | 8,1              | 1,5              | 1,4              | 1,5              | 12,6             | Не участвовал  | Не участвовал  | Не участвовал  | Не участвовал  | Не участвовал  | Не участвовал  | Не участвовал  | Не участвовал  | Не участвовал  | Не участвовал  | Не участвовал  |
| 2009/10                                                                                  | Айдахо Стэмпид | 14               | 14               | 37,5             | 46,9             | 34,9             | 78,5             | 11,4             | 2,5              | 1,3              | 1,2              | 21,4             | Не участвовал  | Не участвовал  | Не участвовал  | Не участвовал  | Не участвовал  | Не участвовал  | Не участвовал  | Не участвовал  | Не участвовал  | Не участвовал  | Не участвовал  |
|                                                                                          | Всего          | 55               | 41               | 32,9             | 48,4             | 37,1             | 74,1             | 8,1              | 1,6              | 1,1              | 1,1              | 14,9             | Не участвовал  | Не участвовал  | Не участвовал  | Не участвовал  | Не участвовал  | Не участвовал  | Не участвовал  | Не участвовал  | Не участвовал  | Не участвовал  | Не участвовал  |
| Наведите курсор мыши на аббревиатуры в заголовке таблицы, чтобы прочесть их расшифровку. |                |                  |                  |                  |                  |                  |                  |                  |                  |                  |                  |                  |                |                |                |                |                |                |                |                |                |                |                |

### Статистика в колледже
| Сезон                                                                                   | Команда | GP  | GS | MPG  | FG%  | 3P%   | FT%  | RPG | APG | SPG | BPG | PPG  |  |
| --------------------------------------------------------------------------------------- | ------- | --- | -- | ---- | ---- | ----- | ---- | --- | --- | --- | --- | ---- |  |
| 2003/04                                                                                 | Крейтон | 27  | 0  | 6,5  | 40,0 | 0,0   | 22,2 | 1,7 | 0,3 | 0,2 | 0,3 | 0,8  |  |
| 2004/05                                                                                 | Крейтон | 34  | 30 | 17,1 | 41,9 | 100,0 | 57,8 | 4,4 | 0,6 | 0,5 | 0,7 | 4,2  |  |
| 2005/06                                                                                 | Крейтон | 30  | 30 | 28,3 | 51,5 | 43,2  | 75,3 | 6,7 | 1,4 | 1,0 | 1,6 | 13,2 |  |
| 2006/07                                                                                 | Крейтон | 33  | 33 | 31,6 | 50,6 | 21,1  | 65,8 | 6,7 | 1,9 | 0,7 | 1,7 | 13,4 |  |
|                                                                                         | Всего   | 124 | 93 | 21,4 | 49,1 | 33,3  | 67,1 | 5,0 | 1,1 | 0,6 | 1,1 | 8,1  |  |
| Наведите курсор мыши на аббревиатуры в заголовке таблицы, чтобы прочесть их расшифровку |         |     |    |      |      |       |      |     |     |     |     |      |  |

### Статистика в других лигах
| Сезон | Команда              | Лига               | GP | GS | MPG  | FG%  | 3P%  | FT%  | RPG | APG | SPG | BPG | PFL | TOV | PPG  |
| --- | -------------------- | ------------------ | -- | -- | ---- | ---- | ---- | ---- | --- | --- | --- | --- | --- | --- | ---- |
| 2007/08 | Айсберен Бремерхафен | Чемпионат Германии | 20 | 19 | 32,6 | 47,4 | 37,6 | 64,7 | 7,3 | 1,1 | 0,7 | 1,2 | 2,7 | 1,7 | 14,3 |
| Всего | Всего                | Всего              | 20 | 19 | 32,6 | 47,4 | 37,6 | 64,7 | 7,3 | 1,1 | 0,7 | 1,2 | 2,7 | 1,7 | 14,3 |
| Наведите курсор мыши на аббревиатуры в заголовке таблицы, чтобы прочесть их расшифровку Статистика приведена с сайта basketball.realgm.com |                      |                    |    |    |      |      |      |      |     |     |     |     |     |     |      |